# 希臘三部曲
《希臘三部曲》（又譯：《悲傷三部曲》）是希臘導演安哲羅普洛斯的电影作品，2004年首先推出第一部，《悲傷草原》。

## 內容
三部曲原計劃分為《悲傷草原(The Weeping Meadow)》，《希望之翼(The Third Wing)》及《永恆歸來(The Eternal Return)》，但拍攝完前兩部後安哲導演與世長辭，第三部並未實際拍攝。

### 悲傷草原
故事取材自希臘神話，關於一個女人的命運及其愛情悲劇。
紅軍1919年侵入奧德薩，居住當地的希臘人被強迫返回祖國。主角Spyros(父親)，Danae(母親)，兩夫妻的兒子Alexis以及孤兒艾蓮妮(Eleni)在河畔旁另起一個家。後來Spyros富裕起來，而妻子又已死去，就打算與艾蓮妮結婚。不過早前，艾蓮妮卻為Alexis生下了雙胞胎，Yorgis and Yannis，都由別人收養了。不久，在小提琴家Nikos的幫助下，Alexis和艾蓮妮一起遠走高飛；Spyros十分憤怒，四處找尋兩人，但最後因心臟病逝去。
在新地方生活十分艱難，特別是在目的地，Alexis和艾蓮妮找回自己的兒子，一家四口難有溫飽。1936年，意德兩軍入侵希臘的消息傳來，激起眾青年參軍抗敵，其中包括Nikos和Alexis。希臘戰敗後，法西斯控制大權，Alexis為了能夠繼續戰鬥，同意先逃往美國。艾蓮妮與兒子無依無助，更遭法西斯軍人因政治原因拘禁至1946年。她這時才知道，Alexis已經在太平洋戰爭的最後一天陣亡；而她的雙胞胎則在希臘內戰時相殘，一起死了。

### 希望之翼
上映日期: 2009-02-12
片长: Greece: 125 分钟
又名: 时间的灰烬 / The Dust of Time
中年男子A（威廉·达福 Willem Dafoe 饰）是一个希腊裔的美国导演，他正在拍摄一部关于父母辈爱情的史诗电影：1953年，在苏联政治避难的希腊女子艾蕾妮（Irène Jacob 饰）邂逅失散多年的恋人斯拜罗斯（Michel Piccoli 饰）。他们旧情复燃，一夕恩爱过后却被迫天各一方。斯拜罗斯遭遇牢狱之灾，艾蕾妮则被流放西伯利亚，不久她生下爱人的孩子，然而最终不得不和孩子分离。她思恋着远方的爱人，而犹太人雅各布·列维（Bruno Ganz 饰）则对她情意专属。在剧烈动荡的时代背景下，这三个痴情男女颠沛流离，相逢错过，用尽一生追寻一份真情。生命渺小不堪，真爱永恒……

## 其他
拍過《永遠的一天》(Eternity and a day)後，安哲羅普洛斯就因太累而不再拍片，直到一次意外讀到了三部曲的企劃案，大受感動，才決心重返影壇。另一原因是，安哲羅普洛斯自己亦曾經歷過大戰和內戰時的生活，所以他在希臘三部曲中，加入了一些自己的童年經歷。